# Coproductions de Marvel Studios
 Pour plus de détails, voir Fiche technique et Distribution
Avant le début de l'univers cinématographique Marvel en 2008 avec Iron Man, Marvel Studios a coproduit un certain nombre de films à commencer par Blade en 1998 avec New Line Cinema.
Ces coproductions auront fait naitre plusieurs univers Marvel au fils des années tel que :
- L'univers X-Men (2000 à 2020) et de la duologie des 4 Fantastiques (2005 à 2007) et de son reboot (2015) coproduit 20th Century Fox.
- L'univers Spiderman avec la trilogies (2002 à 2007) et la duologie (2012 à 2014) coproduit par Columbia Pictures.
- L'univers animé "Marvel Animated Features" (2006 à 2011) coproduit par Lionsgate Films.
- L'univers "Sony's Spider-Man Universe" (2018 à 2024) sur les personnages méchants/anti-héro de l'univers spiderman.

Aujourd'hui tous les droits des personnages Marvel sont de retour dans la maison mère à l'exception des droits de l'univers Spiderman toujours détenu par Sony Pictures. Depuis 2019 et le rachat de la 20th Century Fox par Disney les droits des personnages des X-Men et des 4 Fantastiques sont à nouveau détenus par Marvel.
Pour les films produits avant 1998 voir Marvel Productions

## Histoire

### Droits des personnages
Dans les 1990, Marvel Comics se sépare des droits de diffusions de certain de ces personnages pour éviter la banqueroute. Il vend par exemple les X-Men, les 4 Fantastiques, Daredevil et Ghost Rider au studio 20th Century Fox. Ils ont commencé à exploiter le potentiel des personnages acquis qu'au début des années 2000 avec ce qu'on connaît aujourd'hui comme l'univers des X-Men.

Logo d'une série X-Men en 2013
Logo d'une série 4 Fantastiques
Logo d'une série Daredevil

Ils ont également vendu les droits des personnages comme Hulk, Namor au studio Universal Studios, ainsi que Man-Thing au studio Lionsgate Films.
Les droits de l'univers Spiderman a également était vendu. Pour ce dernier au studio Sony Pictures, seul studio qui possède encore les droits des personnages à ce jour. En 2017, un accord a eu lieu entre Disney et Sony Picture afin que Disney puisse utiliser le personnage dans ces films.
Depuis les années 1990 où les niveaux financiers du studio n'étaient pas au beau fixe, Marvel Studios a racheté aux différents studios les droits des personnages, soit pour manque d'utilisation au cinéma ou parce que le studio s'est fait racheter par Disney comme avec la 20th Century Fox en 2019 qui aura permis de récupérer les droits des X-Men, des 4 Fantastiques et du Ghost Rider.

### Studios partenaires
| 1998 - 2004        | Cinéma                                     | New Line Cinema             |  |  |  |  |  |  |  |  |  |  |  |  |  |  |  |  |  |
| 2000 - 2020        | Cinéma                                     | 20th Century Fox            |  |  |  |  |  |  |  |  |  |  |  |  |  |  |  |  |  |
| 2003               | Cinéma                                     | Universal Studios           |  |  |  |  |  |  |  |  |  |  |  |  |  |  |  |  |  |
| 2004 - 2011        | Cinéma                                     | Lionsgate Films             |  |  |  |  |  |  |  |  |  |  |  |  |  |  |  |  |  |
| 2002 - 2024        | Cinéma                                     | Columbia Pictures           |  |  |  |  |  |  |  |  |  |  |  |  |  |  |  |  |  |
| 2018 - Aujourd'hui | Cinéma                                     | Sony Pictures Entertainment |  |  |  |  |  |  |  |  |  |  |  |  |  |  |  |  |  |
|                    |                                            |                             |  |  |  |  |  |  |  |  |  |  |  |  |  |  |  |  |  |
| 2006               | Télévision                                 | New Line Television         |  |  |  |  |  |  |  |  |  |  |  |  |  |  |  |  |  |
| 2013 - 2020        | Télévision                                 | ABC Studios                 |  |  |  |  |  |  |  |  |  |  |  |  |  |  |  |  |  |
| 2017 - 2019        | Télévision                                 | 20th Century Fox Television |  |  |  |  |  |  |  |  |  |  |  |  |  |  |  |  |  |
|                    |                                            |                             |  |  |  |  |  |  |  |  |  |  |  |  |  |  |  |  |  |
| 2015 - 2020        | SVOD (Séries Télévisées)                   | ABC Studios                 |  |  |  |  |  |  |  |  |  |  |  |  |  |  |  |  |  |
| 2025 - Aujourd'hui | SVOD (Séries Télévisées)                   | Sony Pictures Television    |  |  |  |  |  |  |  |  |  |  |  |  |  |  |  |  |  |
|                    |                                            |                             |  |  |  |  |  |  |  |  |  |  |  |  |  |  |  |  |  |
| 2015 - 2016        | Site Web / Application mobile (Web-séries) | Google                      |  |  |  |  |  |  |  |  |  |  |  |  |  |  |  |  |  |
| 2016               | Site Web / Application mobile (Web-séries) | ABC Studios                 |  |  |  |  |  |  |  |  |  |  |  |  |  |  |  |  |  |
| 2019 - 2022        | Site Web / Application mobile (Web-séries) | Sony Pictures Entertainment |  |  |  |  |  |  |  |  |  |  |  |  |  |  |  |  |  |
|                    |                                            |                             |  |  |  |  |  |  |  |  |  |  |  |  |  |  |  |  |  |

## Au cinéma
Les films coproduit par marvel commencent à apparaitre en 1998 avec le premier film Blade avec New Line Cinema. Par la suite, un ensemble de coproduction ont eu lieu avec un ensemble de studio allant de : New Line Cinema (1998) à Columbia Pictures (2024).
Le dernier univers encore en vie parmi les coproductions de marvel est né avec le studio Sony Pictures Entertainment avec le films Spider-Man: New Generation depuis 2018.

### Avec 20th Century Fox

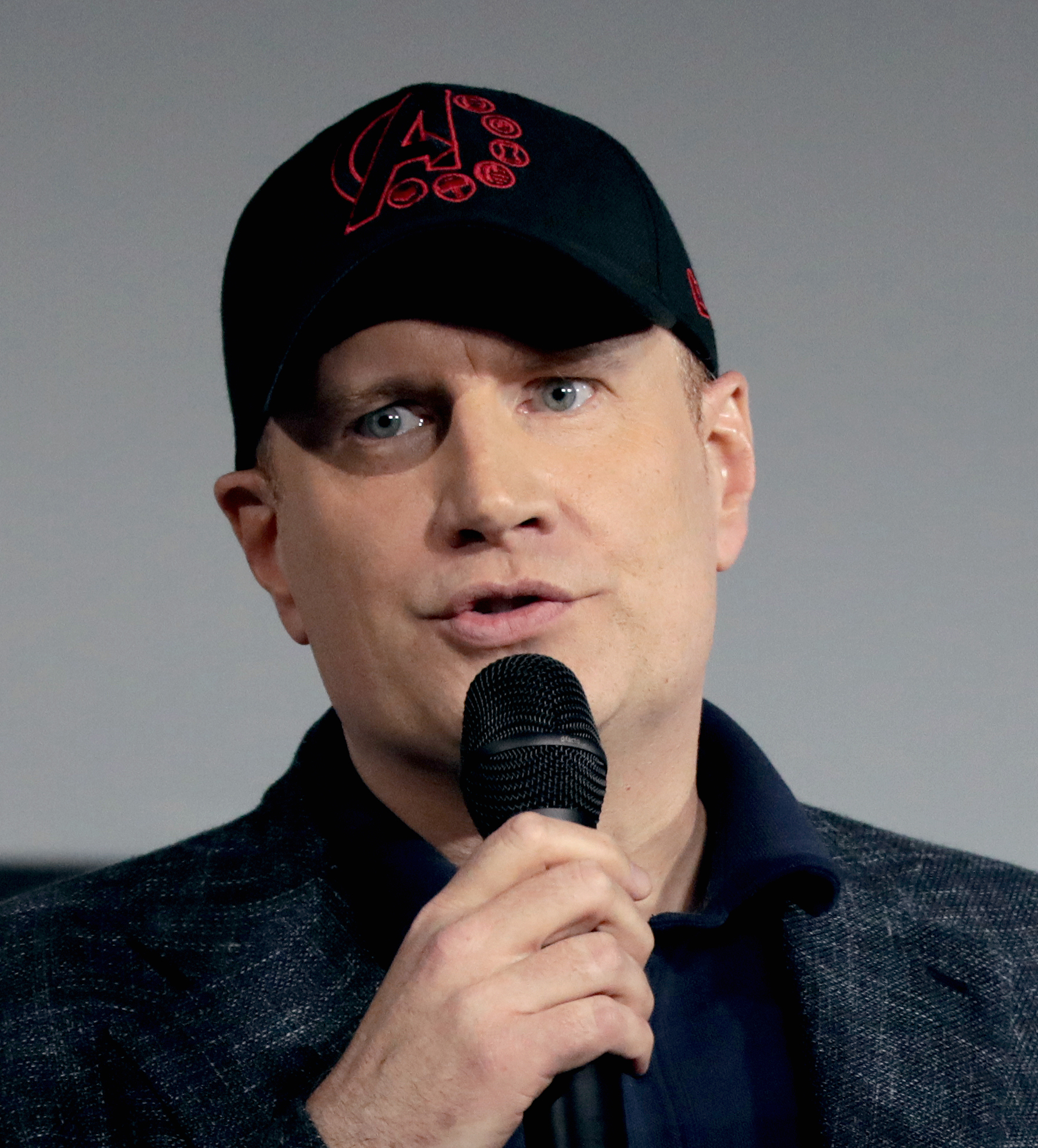
Kevin Feige officie comme showrunner de la franchise X-Men.

En novembre 2012, 20th Century Fox lance son projet de créer un univers partagé à partir des droits des deux franchises Marvel dont ils ont les droits d'exploitation, les Quatre Fantastiques et les X-Men, sous la supervision de Mark Millar. X-Men: Days of Future Past a été vu comme la base d'un nouvel univers partagé sur différentes franchises avec les super-héros mutants, mais en mai 2014, Simon Kinberg, scénariste pour Les 4 Fantastiques, explique que ce film ne se placerait pas dans le même univers que celui des films X-Men, car selon lui, aucun film X-Men n'a fait mention d'une équipe de super-héros, et inversement, les 4 Fantastiques n'aurait « rien de fantastique » dans un monde avec des mutants aux super-pouvoirs. En juillet 2015, Bryan Singer dit que la possibilité d'un cross-over dépendra du succès de X-Men: Apocalypse et de Les 4 Fantastiques.
Considérant que les efforts de Singer pour établir un univers étendu avec X-Men : Apocalypse, similaire au MCU, n'ont pas atteint les standards établis par Marvel, VanDerWerff remarque que contrairement au talent de Kevin Feige d'agir comme un « pseudo-showrunner », Singer reste « coincé dans le film et la façon dont on raconte un scénario au cinéma », ainsi « quand arrive le moment de rattacher Apocalypse avec les arcs établis dans First Class (réalisé par Matthew Vaughn), la réalisation de Singer et le script de Kinberg reposent tous deux sur des moyens rebattus et un storytelling forcé », indiquant une incapacité à « envisager le tableau entier comme le demande ce genre de méga-franchise. ». Dans sa critique de Dark Phoenix, Joe Morgenstern de The Wall Street Journal qualifie la série de films X-Men comme « une franchise notoirement erratique. ». Geoffrey Crété pour ÉcranLarge pointe également le manque de continuité dans la série de films parmi les raisons de l'échec de Dark Phoenix, mais reconnaît à celle-ci le mérite d'avoir participé à relancer le genre super-héroïque au cinéma.
En décembre 2017, Disney annonce son intention d’acheter la 21st Century Fox, maison-mère de 20th Century Fox pour 53 milliards d'USD,, avec pour but de récupérer les licences Marvel détenues par la Fox. Cet achat finalisé en mars 2019 mettra un terme à l'univers partagé des Quatre Fantastiques et des X-Men.
| X-Men (2000 - 2020)          | 2000 | X-Men                                         | X-Men                                     | Bryan Singer        | 20th Century Fox |  |  |  |  |  |  |  |  |  |  |  |  |  |  |
| X-Men (2000 - 2020)          | 2003 | X2: X-Men United                              | X2: X-Men United                          | Bryan Singer        | 20th Century Fox |  |  |  |  |  |  |  |  |  |  |  |  |  |  |
| X-Men (2000 - 2020)          | 2006 | X-Men : L'Affrontement final                  | X-Men: The Last Stand                     | Brett Ratner        | 20th Century Fox |  |  |  |  |  |  |  |  |  |  |  |  |  |  |
| X-Men (2000 - 2020)          | 2009 | X-Men Origins: Wolverine                      | X-Men Origins: Wolverine                  | Gavin Hood          | 20th Century Fox |  |  |  |  |  |  |  |  |  |  |  |  |  |  |
| X-Men (2000 - 2020)          | 2011 | X-Men : Le Commencement                       | X-Men: First Class                        | Matthew Vaughn      | 20th Century Fox |  |  |  |  |  |  |  |  |  |  |  |  |  |  |
| X-Men (2000 - 2020)          | 2013 | Wolverine : Le Combat de l'immortel           | The Wolverine                             | James Mangold       | 20th Century Fox |  |  |  |  |  |  |  |  |  |  |  |  |  |  |
| X-Men (2000 - 2020)          | 2014 | X-Men: Days of Future Past                    | X-Men: Days of Future Past                | Bryan Singer        | 20th Century Fox |  |  |  |  |  |  |  |  |  |  |  |  |  |  |
| X-Men (2000 - 2020)          | 2016 | X-Men: Apocalypse                             | X-Men: Apocalypse                         | Bryan Singer        | 20th Century Fox |  |  |  |  |  |  |  |  |  |  |  |  |  |  |
| X-Men (2000 - 2020)          | 2016 | Deadpool                                      | Deadpool                                  | Tim Miller          | 20th Century Fox |  |  |  |  |  |  |  |  |  |  |  |  |  |  |
| X-Men (2000 - 2020)          | 2017 | Logan                                         | Logan                                     | James Mangold       | 20th Century Fox |  |  |  |  |  |  |  |  |  |  |  |  |  |  |
| X-Men (2000 - 2020)          | 2018 | Deadpool 2                                    | Deadpool 2                                | David Leitch        | 20th Century Fox |  |  |  |  |  |  |  |  |  |  |  |  |  |  |
| X-Men (2000 - 2020)          | 2019 | X-Men: Dark Phoenix                           | X-Men: Dark Phoenix                       | Simon Kinberg       | 20th Century Fox |  |  |  |  |  |  |  |  |  |  |  |  |  |  |
| X-Men (2000 - 2020)          | 2020 | Les Nouveaux Mutants                          | The New Mutants                           | Josh Boone          | 20th Century Fox |  |  |  |  |  |  |  |  |  |  |  |  |  |  |
|                              |      |                                               |                                           |                     |                  |  |  |  |  |  |  |  |  |  |  |  |  |  |  |
| Daredevil (2003 - 2005)      | 2003 | Daredevil                                     | Daredevil                                 | Mark Steven Johnson | 20th Century Fox |  |  |  |  |  |  |  |  |  |  |  |  |  |  |
| Daredevil (2003 - 2005)      | 2005 | Elektra                                       | Elektra                                   | Rob Bowman          | 20th Century Fox |  |  |  |  |  |  |  |  |  |  |  |  |  |  |
|                              |      |                                               |                                           |                     |                  |  |  |  |  |  |  |  |  |  |  |  |  |  |  |
| 4 Fantastiques (2005 - 2007) | 2005 | Les Quatre Fantastiques                       | Fantastic Four                            | Tim Story           | 20th Century Fox |  |  |  |  |  |  |  |  |  |  |  |  |  |  |
| 4 Fantastiques (2005 - 2007) | 2007 | Les Quatre Fantastiques et le Surfer d'argent | Fantastic Four: Rise of the Silver Surfer | Tim Story           | 20th Century Fox |  |  |  |  |  |  |  |  |  |  |  |  |  |  |
|                              |      |                                               |                                           |                     |                  |  |  |  |  |  |  |  |  |  |  |  |  |  |  |
| 4 Fantastiques (2015)        | 2015 | Les Quatre Fantastiques                       | Fantastic Four                            | Josh Trank          | 20th Century Fox |  |  |  |  |  |  |  |  |  |  |  |  |  |  |
|                              |      |                                               |                                           |                     |                  |  |  |  |  |  |  |  |  |  |  |  |  |  |  |

### Avec Sony Pictures Entertainment
À la suite du piratage de Sony Pictures Entertainment en novembre 2014, des courriers électroniques entre Amy Pascal (vice-présidente de Sony Pictures Entertainment) et son président Doug Belgrad sont révélés. Ils font état d'une envie de la part de Sony de rajeunir la franchise cinématographique Spider-Man, en développant une comédie d'animation avec Phil Lord et Chris Miller. Durant le CinemaCon d'avril 2015, le président de Sony Pictures Tom Rothman annonce que le film sortira en juillet 2018 et qu'il sera produit par Avi Arad, Matt Tolmach, Amy Pascal, Phil Lord et Chris Miller. Ces deux derniers sont également chargés d'écrire une première version de l'intrigue. Si Tom Rothman précise que le film peut « coexister » avec les films Spider-Man en prise de vues réelles, Sony répond qu'il « existe indépendamment des projets de films en prise de vue réelle de l'univers Spider-Man ».
| Spider-Man : New Generation (2018-Aujourd'hui) | 2018 | Spider-Man: New Generation          | Spider-Man : Into the Spider-Verse  | Bob Persichetti | Sony Pictures Entertainment |  |  |  |  |  |  |  |  |  |  |  |  |  |  |
| Spider-Man : New Generation (2018-Aujourd'hui) | 2023 | Spider-Man: Across the Spider-Verse | Spider-Man: Across the Spider-Verse | Kemp Powers     | Sony Pictures Entertainment |  |  |  |  |  |  |  |  |  |  |  |  |  |  |
| Futur (En développement)                       |      |                                     |                                     |                 |                             |  |  |  |  |  |  |  |  |  |  |  |  |  |  |
| Spider-Man : New Generation (2018-Aujourd'hui) | 2027 | Spider-Man: Beyond the Spider-Verse | Spider-Man: Beyond the Spider-Verse | NC              | Sony Pictures Entertainment |  |  |  |  |  |  |  |  |  |  |  |  |  |  |
|                                                |      |                                     |                                     |                 |                             |  |  |  |  |  |  |  |  |  |  |  |  |  |  |

### Avec Columbia Pictures

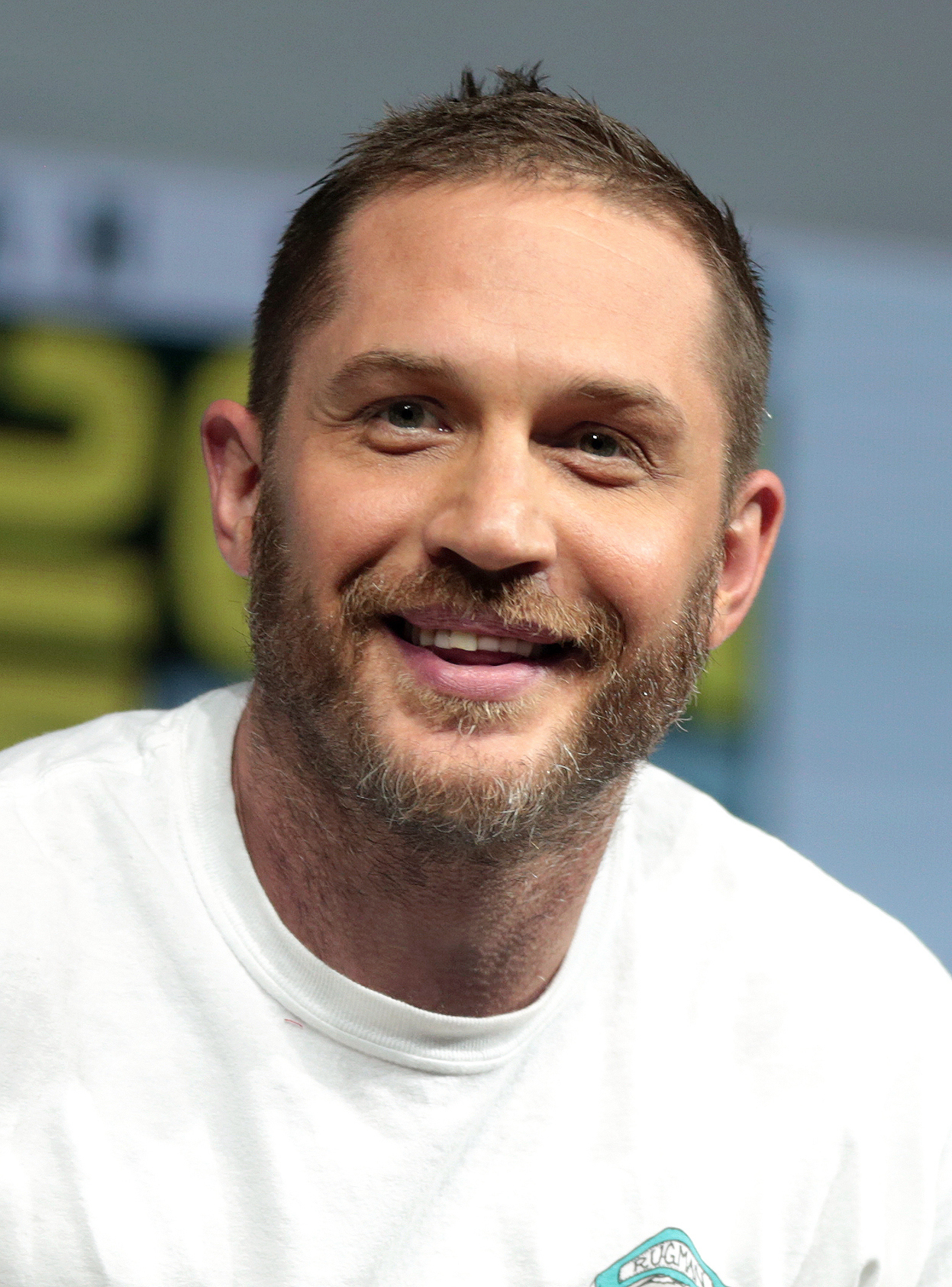
Tom Hardy joue le rôle de Venom dans le Sony's Spider-Man Universe

En novembre 2013, la co-présidente de Sony Pictures Entertainment, Amy Pascal, annonce les plans du studio pour étendre l'univers des films de Marc Webb The Amazing Spider-Man, avec plusieurs spin-offs sur les personnages de l'univers de Spider-Man, Marc Webb confirmant en disant que The Amazing Spider-Man 4 pourrait ne pas se concentrer uniquement sur Spider-Man. 
En décembre 2013, Sony annonce les films sur Venom et les Sinistres Six. IGN fait immédiatement la comparaison avec les films Marvel, décrivant ce choix d'univers étendu comme un « effet Avengers ». Sony fait un choix différent de Marvel et la Fox en étendant l'univers par des films centrés sur les adversaires de Spider-Man.
En février 2015, après la mauvaise réception de The Amazing Spider-Man 2 par les fans et la fuite de mails entre Sony Pictures et Marvel Studios, les deux studios annoncent que la franchise Spider-Man serait de nouveau remaniée, avec un nouveau film co-produit par Feige et Pascal pour une sortie le 28 juillet 2017, permettant au personnage d'être pleinement intégré au MCU après une apparition dans Captain America : Civil War. Sony Pictures va continuer de financer, distribuer et participer à la direction artistique des films Spider-Man. 
Les suites de The Amazing Spider-Man : Le Destin d'un héros sont alors annulées, seuls les films spin-off sur les Sinister Six, Venom et des personnages féminins sont encore en production, sans la participation de Feige.
| Spider-Man (2002-2007)             | 2002 | Spider-Man                                    | Spider-Man                       | Sam Raimi                   | Columbia Pictures |  |  |  |  |  |  |  |  |  |  |  |  |  |  |
| Spider-Man (2002-2007)             | 2004 | Spider-Man 2                                  | Spider-Man 2                     | Sam Raimi                   | Columbia Pictures |  |  |  |  |  |  |  |  |  |  |  |  |  |  |
| Spider-Man (2002-2007)             | 2007 | Spider-Man 3                                  | Spider-Man 3                     | Sam Raimi                   | Columbia Pictures |  |  |  |  |  |  |  |  |  |  |  |  |  |  |
|                                    |      |                                               |                                  |                             |                   |  |  |  |  |  |  |  |  |  |  |  |  |  |  |
| Ghost Rider (2007-2012)            | 2007 | Ghost Rider                                   | Ghost Rider                      | Mark Steven Johnson         | Columbia Pictures |  |  |  |  |  |  |  |  |  |  |  |  |  |  |
| Ghost Rider (2007-2012)            | 2012 | Ghost Rider 2 : L'Esprit de vengeance         | Ghost Rider: Spirit of Vengeance | Mark Neveldine Brian Taylor | Columbia Pictures |  |  |  |  |  |  |  |  |  |  |  |  |  |  |
|                                    |      |                                               |                                  |                             |                   |  |  |  |  |  |  |  |  |  |  |  |  |  |  |
| The Amazing Spider-Man (2012-2014) | 2012 | The Amazing Spider-Man                        | The Amazing Spider-Man           | Marc Webb                   | Columbia Pictures |  |  |  |  |  |  |  |  |  |  |  |  |  |  |
| The Amazing Spider-Man (2012-2014) | 2014 | The Amazing Spider-Man : Le Destin d'un héros | The Amazing Spider-Man 2         | Marc Webb                   | Columbia Pictures |  |  |  |  |  |  |  |  |  |  |  |  |  |  |
|                                    |      |                                               |                                  |                             |                   |  |  |  |  |  |  |  |  |  |  |  |  |  |  |

#### Univers Partagé

Logo du film Spiderman No Way Home qui met en évidence le multivers au sein du MCU.

Depuis l'arrivée du multivers, des personnages de films Marvel non produits et distribués par Marvel Studios apparaissent dans l'univers cinématographique. 
La première apparition est dans Spider-Man : No Way Home, sorti en 2021. Dans ce film, les personnages des deux précédentes sagas sur Spider-Man côtoient ceux de l'univers Marvel. Alfred Molina, Jamie Foxx, Willem Dafoe, Rhys Ifans et Thomas Haden Church reprennent leurs rôles respectifs du Docteur Octopus, d'Electro, du Bouffon Vert, du Lézard et de l'Homme-Sable, devenant les antagonistes principaux du film. 
Longtemps gardés sous silence par la production et les acteurs concernés, Tobey Maguire et Andrew Garfield font leur grand retour dans leurs rôles de Spider-Man, apparus respectivement dans la saga de Sam Raimi et celui de Marc Webb, formant ainsi un trio avec celui de la saga actuelle, incarné par Tom Holland. Enfin, Tom Hardy fait une apparition dans la première scène post-générique, en tant que Venom, rôle qu'il a tenu dans les films Venom et Venom : Let There Be Carnage, après être apparu dans la scène post-générique de ce dernier confirmant sa venue dans l'univers Marvel. La scène post-générique de Spider-Man : No Way Home avec Tom Hardy fait suite à celle de Venom : Let There Be Carnage. Avec l'introduction du multivers, Marvel Studios et Sony Pictures se sont permis de connecter leurs univers respectifs, l'Univers Cinématographique Marvel et le Sony's Spider-Man Universe (SSU). Ainsi, si chacun des films des studios existent dans leur propre univers, ils se partagent le même multivers.
| Sony's Spider-Man Universe (2018-2024) | Venom                       | Venom                       | Ruben Fleischer | Jeff Pinkner, Scott Rosenberg et Kelly Marcel                               | 5 octobre 2018 10 octobre 2018    | Columbia Pictures |  |  |  |  |  |  |  |  |  |  |  |  |  |
| Sony's Spider-Man Universe (2018-2024) | Venom: Let There Be Carnage | Venom: Let There Be Carnage | Andy Serkis     | Kelly Marcel                                                                | 24 septembre 2021 20 octobre 2021 | Columbia Pictures |  |  |  |  |  |  |  |  |  |  |  |  |  |
| Sony's Spider-Man Universe (2018-2024) | Morbius                     | Morbius                     | Daniel Espinosa | Matt Tolmach, Avi Arad et Lucas Foster                                      | 1er avril 2022 30 mars 2022       | Columbia Pictures |  |  |  |  |  |  |  |  |  |  |  |  |  |
| Sony's Spider-Man Universe (2018-2024) | Madame Web                  | Madame Web                  | S. J. Clarkson  | Lorenzo di Bonaventura, Erik Howsam, et Palak Patel                         | 16 février 2024 14 février 2024   | Columbia Pictures |  |  |  |  |  |  |  |  |  |  |  |  |  |
| Sony's Spider-Man Universe (2018-2024) | Venom: The Last Dance       | Venom: The Last Dance       | Kelly Marcel    | Avi Arad, Matt Tolmach, Amy Pascal, Hutch Parker, Tom Hardy et Kelly Marcel | 25 octobre 2024 30 octobre 2024   | Columbia Pictures |  |  |  |  |  |  |  |  |  |  |  |  |  |
| Sony's Spider-Man Universe (2018-2024) | Kraven le Chasseur          | Kraven the Hunter           | J. C. Chandor   | Avi Arad, Matt Tolmach, Amy Pascal                                          | 13 décembre 2024 18 décembre 2024 | Columbia Pictures |  |  |  |  |  |  |  |  |  |  |  |  |  |
|                                        |                             |                             |                 |                                                                             |                                   |                   |  |  |  |  |  |  |  |  |  |  |  |  |  |

### Avec Lionsgate Films
| Indépendant (2004 - 2008)              | 2004 | The Punisher                      | The Punisher                             | Jonathan Hensleigh                                    | Lionsgate Films Columbia TriStar Films |  |  |  |  |  |  |  |  |  |  |  |  |  |  |
| Indépendant (2004 - 2008)              | 2005 | Man-Thing                         | Man-Thing                                | Brett Leonard                                         | Lionsgate Films                        |  |  |  |  |  |  |  |  |  |  |  |  |  |  |
| Indépendant (2004 - 2008)              | 2008 | Punisher: Zone de guerre          | Punisher: War Zone                       | Lexi Alexander                                        | Lionsgate Films                        |  |  |  |  |  |  |  |  |  |  |  |  |  |  |
|                                        |      |                                   |                                          |                                                       |                                        |  |  |  |  |  |  |  |  |  |  |  |  |  |  |
| Marvel Animated Features (2006 - 2011) | 2006 | Ultimate Avengers                 | Ultimate Avengers: The Movie             | Curt Geda, Steven E. Gordon et Bob Richardson         | Lionsgate Films                        |  |  |  |  |  |  |  |  |  |  |  |  |  |  |
| Marvel Animated Features (2006 - 2011) | 2006 | Ultimate Avengers 2               | Ultimate Avengers 2: Rise of the Panther | Will Meugniot Dick Sebast                             | Lionsgate Films                        |  |  |  |  |  |  |  |  |  |  |  |  |  |  |
| Marvel Animated Features (2006 - 2011) | 2007 | The Invincible Iron Man           | The Invincible Iron Man                  | Patrick Archibald et Jay Oliva                        | Lionsgate Films                        |  |  |  |  |  |  |  |  |  |  |  |  |  |  |
| Marvel Animated Features (2006 - 2011) | 2007 | Docteur Strange                   | Doctor Strange: The Sorcerer Supreme     | Frank Paur Jay Oliva Patrick Archibald Richard Sebast | Lionsgate Films                        |  |  |  |  |  |  |  |  |  |  |  |  |  |  |
| Marvel Animated Features (2006 - 2011) | 2008 | Next Avengers: Heroes of Tomorrow | Next Avengers: Heroes of Tomorrow        | Jay Oliva Gary Hartle                                 | Lionsgate Films                        |  |  |  |  |  |  |  |  |  |  |  |  |  |  |
| Marvel Animated Features (2006 - 2011) | 2009 | Hulk Vs                           | Hulk vs. Wolverine                       | Frank Paur et Sam Liu                                 | Lionsgate Films                        |  |  |  |  |  |  |  |  |  |  |  |  |  |  |
| Marvel Animated Features (2006 - 2011) | 2010 | Planète Hulk                      | Planète Hulk                             | Sam Liu                                               | Lionsgate Films                        |  |  |  |  |  |  |  |  |  |  |  |  |  |  |
| Marvel Animated Features (2006 - 2011) | 2011 | Thor: Légendes d'Asgard           | Thor: Tales of Asgard                    | Sam Liu                                               | Lionsgate Films                        |  |  |  |  |  |  |  |  |  |  |  |  |  |  |
|                                        |      |                                   |                                          |                                                       |                                        |  |  |  |  |  |  |  |  |  |  |  |  |  |  |

### Avec New Line Cinema
| Blade (1998 - 2004) | 1998 | Blade          | Blade          | Stephen Norrington | New Line Cinema                         |  |  |  |  |  |  |  |  |  |  |  |  |  |  |
| Blade (1998 - 2004) | 2002 | Blade 2        | Blade II       | Guillermo Del Toro | New Line Cinema Metropolitan Filmexport |  |  |  |  |  |  |  |  |  |  |  |  |  |  |
| Blade (1998 - 2004) | 2004 | Blade: Trinity | Blade: Trinity | David S. Goyer     | New Line Cinema Metropolitan Filmexport |  |  |  |  |  |  |  |  |  |  |  |  |  |  |
|                     |      |                |                |                    |                                         |  |  |  |  |  |  |  |  |  |  |  |  |  |  |

### Avec Universal Studios
| Hulk (2003) | 2003 | Hulk | Hulk | Ang Lee | Universal Studios |  |  |  |  |  |  |  |  |  |  |  |  |  |  |
|             |      |      |      |         |                   |  |  |  |  |  |  |  |  |  |  |  |  |  |  |

## En séries télévisées  et web-séries
Les séries coproduites par marvel commencent à apparaitre en 2006 avec Blade. Par la suite, un ensemble de coproduction ont eu lieu à partir de 2013 jusqu'en 2022. Il n'existe à ce jour plus aucune série coproduite par marvel. Toutes les nouvelles séries sont produites par Marvel Studios et diffusé à travers Disney+
Les dernières séries coproduite avant la suppression de Marvel Television était : Helstrom, M.O.D.O.K. et Hit-Monkey.
En 2025, une nouvelle série produite par Amazon : Spider-Noir arrive sur la plateforme Prime-Video.

### Sur Spike TV
En 2006, la série Blade voit le jour, prolongeant l'univers de la trilogie cinématographique Blade.
| Blade (2006-2006) | 2006 | Blade | Blade: The Series | David S. Goyer | David S. Goyer | New Line Television Marvel Entertainment | 1 |  |  |  |  |  |  |  |  |  |  |  |  |
|                   |      |       |                   |                |                |                                          |   |  |  |  |  |  |  |  |  |  |  |  |  |

### Sur ABC
En 2013, une série qui se déroule à la suite des évènements du film Avenger est lancé : Marvel : Les Agents du SHIELD.
En 2015, une série qui se déroule à la suite des évènements du film Captain America 1 est lancé : Agent Carter.
En 2017, la série Inhumans est lancé sur la chaine ABC, mais devait à la base faire partie du Marvel Cinematic Universe sous forme d'un film de la phase 3 avant d'en être écarté.
| Extension MCU (2013 - 2020) | 2013 | Marvel : Les Agents du SHIELD | Marvel's Agents of SHIELD | ABC Studios Marvel Television | Joss Whedon, Jed Whedon, Maurissa Tancharoen | 1 |  |  |  |  |  |  |  |  |  |  |  |  |  |
| Extension MCU (2013 - 2020) | 2014 | Marvel : Les Agents du SHIELD | Marvel's Agents of SHIELD | ABC Studios Marvel Television | Joss Whedon, Jed Whedon, Maurissa Tancharoen | 2 |  |  |  |  |  |  |  |  |  |  |  |  |  |
| Extension MCU (2013 - 2020) | 2015 | Marvel : Les Agents du SHIELD | Marvel's Agents of SHIELD | ABC Studios Marvel Television | Joss Whedon, Jed Whedon, Maurissa Tancharoen | 3 |  |  |  |  |  |  |  |  |  |  |  |  |  |
| Extension MCU (2013 - 2020) | 2016 | Marvel : Les Agents du SHIELD | Marvel's Agents of SHIELD | ABC Studios Marvel Television | Joss Whedon, Jed Whedon, Maurissa Tancharoen | 4 |  |  |  |  |  |  |  |  |  |  |  |  |  |
| Extension MCU (2013 - 2020) | 2017 | Marvel : Les Agents du SHIELD | Marvel's Agents of SHIELD | ABC Studios Marvel Television | Joss Whedon, Jed Whedon, Maurissa Tancharoen | 5 |  |  |  |  |  |  |  |  |  |  |  |  |  |
| Extension MCU (2013 - 2020) | 2019 | Marvel : Les Agents du SHIELD | Marvel's Agents of SHIELD | ABC Studios Marvel Television | Joss Whedon, Jed Whedon, Maurissa Tancharoen | 6 |  |  |  |  |  |  |  |  |  |  |  |  |  |
| Extension MCU (2013 - 2020) | 2020 | Marvel : Les Agents du SHIELD | Marvel's Agents of SHIELD | ABC Studios Marvel Television | Joss Whedon, Jed Whedon, Maurissa Tancharoen | 7 |  |  |  |  |  |  |  |  |  |  |  |  |  |
| Extension MCU (2013 - 2020) | 2015 | Agent Carter                  | Agent Carter              | ABC Studios Marvel Television | Tara Butters, Michele Fazekas                | 1 |  |  |  |  |  |  |  |  |  |  |  |  |  |
| Extension MCU (2013 - 2020) | 2016 | Agent Carter                  | Agent Carter              | ABC Studios Marvel Television | Tara Butters, Michele Fazekas                | 2 |  |  |  |  |  |  |  |  |  |  |  |  |  |
|                             |      |                               |                           |                               |                                              |   |  |  |  |  |  |  |  |  |  |  |  |  |  |
| Inhumans (2017)             | 2017 | Inhumans                      | Inhumans                  | ABC Studios Marvel Television | Scott Buck                                   | 1 |  |  |  |  |  |  |  |  |  |  |  |  |  |
|                             |      |                               |                           |                               |                                              |   |  |  |  |  |  |  |  |  |  |  |  |  |  |

### Sur Netflix
Le 7 novembre 2013, Disney et Netflix annoncent un partenariat pour quatre séries télévisées et une mini-série produites par Marvel Television. Le 26 février 2014, il est annoncé que pour produire dans la région de New York les séries destinées à Netflix, Marvel Television et ABC Studios disposeront d'un budget de 200 millions d'USD sur trois ans. Les quatre séries et la mini-série totaliseront 60 épisodes et seront basées sur les Defenders, un groupe composé de Daredevil, Jessica Jones, Luke Cage et Iron Fist.
| Defendersvers (2015 - 2019) | 2015 | Daredevil     | Daredevil     | ABC Signature Studios Marvel Television | Drew Goddard, Steven S. DeKnight, Marco Ramirez, Douglas Petrie et Erik Oleson | 1 |  |  |  |  |  |  |  |  |  |  |  |  |  |  |
| Defendersvers (2015 - 2019) | 2016 | Daredevil     | Daredevil     | ABC Signature Studios Marvel Television | Drew Goddard, Steven S. DeKnight, Marco Ramirez, Douglas Petrie et Erik Oleson | 2 |  |  |  |  |  |  |  |  |  |  |  |  |  |  |
| Defendersvers (2015 - 2019) | 2018 | Daredevil     | Daredevil     | ABC Signature Studios Marvel Television | Drew Goddard, Steven S. DeKnight, Marco Ramirez, Douglas Petrie et Erik Oleson | 3 |  |  |  |  |  |  |  |  |  |  |  |  |  |  |
| Defendersvers (2015 - 2019) |      |               |               |                                         |                                                                                |   |  |  |  |  |  |  |  |  |  |  |  |  |  |  |
| Defendersvers (2015 - 2019) | 2015 | Jessica Jones | Jessica Jones | ABC Signature Studios Marvel Television | Melissa Rosenberg                                                              | 1 |  |  |  |  |  |  |  |  |  |  |  |  |  |  |
| Defendersvers (2015 - 2019) | 2018 | Jessica Jones | Jessica Jones | ABC Signature Studios Marvel Television | Melissa Rosenberg                                                              | 2 |  |  |  |  |  |  |  |  |  |  |  |  |  |  |
| Defendersvers (2015 - 2019) | 2019 | Jessica Jones | Jessica Jones | ABC Signature Studios Marvel Television | Melissa Rosenberg                                                              | 3 |  |  |  |  |  |  |  |  |  |  |  |  |  |  |
| Defendersvers (2015 - 2019) |      |               |               |                                         |                                                                                |   |  |  |  |  |  |  |  |  |  |  |  |  |  |  |
| Defendersvers (2015 - 2019) | 2016 | Luke Cage     | Luke Cage     | ABC Signature Studios Marvel Television | Cheo Hodari Coker                                                              | 1 |  |  |  |  |  |  |  |  |  |  |  |  |  |  |
| Defendersvers (2015 - 2019) | 2018 | Luke Cage     | Luke Cage     | ABC Signature Studios Marvel Television | Cheo Hodari Coker                                                              | 2 |  |  |  |  |  |  |  |  |  |  |  |  |  |  |
| Defendersvers (2015 - 2019) |      |               |               |                                         |                                                                                |   |  |  |  |  |  |  |  |  |  |  |  |  |  |  |
| Defendersvers (2015 - 2019) | 2017 | Iron Fist     | Iron Fist     | ABC Signature Studios Marvel Television | Scott Buck, Raven Metzner                                                      | 1 |  |  |  |  |  |  |  |  |  |  |  |  |  |  |
| Defendersvers (2015 - 2019) | 2018 | Iron Fist     | Iron Fist     | ABC Signature Studios Marvel Television | Scott Buck, Raven Metzner                                                      | 2 |  |  |  |  |  |  |  |  |  |  |  |  |  |  |
| Defendersvers (2015 - 2019) |      |               |               |                                         |                                                                                |   |  |  |  |  |  |  |  |  |  |  |  |  |  |  |
| Defendersvers (2015 - 2019) | 2017 | The Defenders | The Defenders | ABC Signature Studios Marvel Television | Marco Ramirez                                                                  | 1 |  |  |  |  |  |  |  |  |  |  |  |  |  |  |
| Defendersvers (2015 - 2019) |      |               |               |                                         |                                                                                |   |  |  |  |  |  |  |  |  |  |  |  |  |  |  |
| Defendersvers (2015 - 2019) | 2017 | The Punisher  | The Punisher  | ABC Signature Studios Marvel Television | Steve Lightfoot                                                                | 1 |  |  |  |  |  |  |  |  |  |  |  |  |  |  |
| Defendersvers (2015 - 2019) | 2019 | The Punisher  | The Punisher  | ABC Signature Studios Marvel Television | Steve Lightfoot                                                                | 2 |  |  |  |  |  |  |  |  |  |  |  |  |  |  |
|                             |      |               |               |                                         |                                                                                |   |  |  |  |  |  |  |  |  |  |  |  |  |  |  |

### Sur FX / Fox
En 2017, deux séries liées à l'univers X-Men sont lancées : Legion sur FX, qui suit les aventures de David Aller, et The Gifted sur Fox, qui suit une famille de mutants dans un monde hostile et explore les thèmes de la mutation et de l'identité.
| Univers X-Men (2017 - 2019) | 2017 | Legion     | Legion     | 20th Century Fox Television Marvel Television | Noah Hawley | 1 |  |  |  |  |  |  |  |  |  |  |  |  |  |  |
| Univers X-Men (2017 - 2019) | 2018 | Legion     | Legion     | 20th Century Fox Television Marvel Television | Noah Hawley | 2 |  |  |  |  |  |  |  |  |  |  |  |  |  |  |
| Univers X-Men (2017 - 2019) | 2019 | Legion     | Legion     | 20th Century Fox Television Marvel Television | Noah Hawley | 3 |  |  |  |  |  |  |  |  |  |  |  |  |  |  |
| Univers X-Men (2017 - 2019) |      |            |            |                                               |             |   |  |  |  |  |  |  |  |  |  |  |  |  |  |  |
| Univers X-Men (2017 - 2019) | 2017 | The Gifted | The Gifted | 20th Century Fox Television Marvel Television | Matt Nix    | 1 |  |  |  |  |  |  |  |  |  |  |  |  |  |  |
| Univers X-Men (2017 - 2019) | 2019 | The Gifted | The Gifted | 20th Century Fox Television Marvel Television | Matt Nix    | 2 |  |  |  |  |  |  |  |  |  |  |  |  |  |  |
|                             |      |            |            |                                               |             |   |  |  |  |  |  |  |  |  |  |  |  |  |  |  |

### Sur Disney+ / Hulu
En octobre 2019, le studio intègre la filiale Marvel Television avant de la fermer en décembre 2019. En conséquence, les projets en cours de développements furent annulés et les séries en cours de productions furent transférés à la branche télévisée de Marvel Studios. Ces séries sont néanmoins diffusées sous le nom de Marvel Television, utilisé comme label, n'étant pas produite par les équipes de Marvel Studios.
Ces séries sont diffusées sur le service Hulu aux États-Unis et sur l'extension Star du service Disney+ dans le reste du monde.
| Runaways (2018 - 2020)   | 2018 | Runaways   | Runaways   | ABC Signature Studios Marvel Television Fake Empire Productions  | Josh Schwartz Stephanie Savage | 1 |  |  |  |  |  |  |  |  |  |  |  |  |  |
| Runaways (2018 - 2020)   | 2019 | Runaways   | Runaways   | ABC Signature Studios Marvel Television Fake Empire Productions  | Josh Schwartz Stephanie Savage | 2 |  |  |  |  |  |  |  |  |  |  |  |  |  |
| Runaways (2018 - 2020)   | 2020 | Runaways   | Runaways   | ABC Signature Studios Marvel Television Fake Empire Productions  | Josh Schwartz Stephanie Savage | 3 |  |  |  |  |  |  |  |  |  |  |  |  |  |
|                          |      |            |            |                                                                  |                                |   |  |  |  |  |  |  |  |  |  |  |  |  |  |
| Helstrom (2020)          | 2020 | Helstrom   | Helstrom   | ABC Signature Studios Marvel Television Lone Lemon Entertainment | Paul Zbyszewski                | 1 |  |  |  |  |  |  |  |  |  |  |  |  |  |
|                          |      |            |            |                                                                  |                                |   |  |  |  |  |  |  |  |  |  |  |  |  |  |
| Séries d'animation       |      |            |            |                                                                  |                                |   |  |  |  |  |  |  |  |  |  |  |  |  |  |
| M.O.D.O.K. (2021 - 2021) | 2021 | M.O.D.O.K. | M.O.D.O.K. | Marvel Animation 10k Multiverse Cowboy Stoopid Buddy Stoodios    | Jordan Blum Patton Oswalt      | 1 |  |  |  |  |  |  |  |  |  |  |  |  |  |
|                          |      |            |            |                                                                  |                                |   |  |  |  |  |  |  |  |  |  |  |  |  |  |
| Hit-Monkey (2022 - 2022) | 2022 | Hit-Monkey | Hit-Monkey | Marvel Animation Floyd County Productions                        | Will Speck Josh Gordon         | 1 |  |  |  |  |  |  |  |  |  |  |  |  |  |
|                          |      |            |            |                                                                  |                                |   |  |  |  |  |  |  |  |  |  |  |  |  |  |

### Sur Freeform
En avril 2016, Freeform, le nouveau nom d'ABC Family, annonce la commande d'une première saison de dix épisodes, sans passer par un épisode pilote. Quelques mois après, Joe Pokaski rejoint la série en tant que showrunner. L'écriture de la série commence fin août 2016.
| Cloak and Dagger (2018 - 2019) | 2018 | Cloak and Dagger | Cloak and Dagger | ABC Signature Studios Wandering Rocks Productions | Joe Pokaski | 1 |  |  |  |  |  |  |  |  |  |  |  |  |  |
| Cloak and Dagger (2018 - 2019) | 2019 | Cloak and Dagger | Cloak and Dagger | ABC Signature Studios Wandering Rocks Productions | Joe Pokaski | 2 |  |  |  |  |  |  |  |  |  |  |  |  |  |
|                                |      |                  |                  |                                                   |             |   |  |  |  |  |  |  |  |  |  |  |  |  |  |

### Sur Prime Vidéo
Annoncée en février 2023, la série est développée par Sony et Amazon, avec Oren Uziel et Steve Lightfoot comme showrunners. La série se déroule dans son propre univers et met en scène un personnage principal différent de Peter Parker. Nicolas Cage est annoncé dans le rôle principal en mai 2024, lorsque Prime Video commande la série. La série comportera huit épisodes et a été rebaptisée Spider-Noir en juillet 2024 pour montrer son appartenance à l'univers de Spider-Man.
| Sony's Spider-Man Universe (2025 - Aujourd'hui) | 2025 | Spider-Noir | Spider-Noir | Oren Uziel Steve Lightfoot | Oren Uziel Steve Lightfoot | Sony Pictures Television Amazon MGM Studios | 1 |  |  |  |  |  |  |  |  |  |  |  |  |
|                                                 |      |             |             |                            |                            |                                             |   |  |  |  |  |  |  |  |  |  |  |  |  |

### Sur YouTube / TikTok
Les web-séries Marvel sur YouTube offrent une perspective unique sur l'univers Marvel. WHIH Newsfront, lancée en 2015, couvre les actualités mondiales et les événements liés aux Avengers,.
Les Agents du SHIELD : Vendetta, diffusée en 2016, suit les aventures de l'agent Elena "Yo-Yo" Rodriguez dans des missions secrètes.
Plus récemment, TheDailyBugle.net, en 2019, présente une campagne de dénigrement contre Spider-Man menée par J. Jonah Jameson. 
En mars 2022 est lancée une troisième saison, liée au film Morbius, dans le cadre du Sony's Spider-Man Universe. Cette série numérique présente Nicque Marina y jouant son propre rôle en tant que correspondante sociale pour The Daily Bugle, couvrant la vague de crimes liée à Morbius.
Ces séries en ligne permettent de découvrir de nouveaux personnages et intrigues dans l'univers Marvel.
| Extension MCU (2015 - 2022) | 2015 | WHIH Newsfront                  | WHIH Newsfront                       | Google                        | Jérémy Adams, Jonathan Danforth-Appel | 1 |  |  |  |  |  |  |  |  |  |  |  |  |  |  |
| Extension MCU (2015 - 2022) | 2016 | WHIH Newsfront                  | WHIH Newsfront                       | Google                        | Jérémy Adams, Jonathan Danforth-Appel | 2 |  |  |  |  |  |  |  |  |  |  |  |  |  |  |
| Extension MCU (2015 - 2022) |      |                                 |                                      |                               |                                       |   |  |  |  |  |  |  |  |  |  |  |  |  |  |  |
| Extension MCU (2015 - 2022) | 2016 | Les Agents du SHIELD : Vendetta | Marvel's Agents of SHIELD: Slingshot | ABC Studios Marvel Television | Geoffrey Colo                         | 1 |  |  |  |  |  |  |  |  |  |  |  |  |  |  |
| Extension MCU (2015 - 2022) |      |                                 |                                      |                               |                                       |   |  |  |  |  |  |  |  |  |  |  |  |  |  |  |
| Extension MCU (2015 - 2022) | 2019 | TheDailyBugle.net               | TheDailyBugle.net                    | Sony Pictures Entertainment   | Jon Watts                             | 1 |  |  |  |  |  |  |  |  |  |  |  |  |  |  |
| Extension MCU (2015 - 2022) | 2021 | TheDailyBugle.net               | TheDailyBugle.net                    | Sony Pictures Entertainment   | Jon Watts                             | 2 |  |  |  |  |  |  |  |  |  |  |  |  |  |  |
|                             |      |                                 |                                      |                               |                                       |   |  |  |  |  |  |  |  |  |  |  |  |  |  |  |
| Extension SSU (2022)        | 2022 | TheDailyBugle.net               | TheDailyBugle.net                    | Sony Pictures Entertainment   | Heather Traska                        | 3 |  |  |  |  |  |  |  |  |  |  |  |  |  |  |
|                             |      |                                 |                                      |                               |                                       |   |  |  |  |  |  |  |  |  |  |  |  |  |  |  |

## Box-office Mondial
| Rang | Titre français                                | Titre original                            | Année | Recettes      |
| ---- | --------------------------------------------- | ----------------------------------------- | ----- | ------------- |
| 1    | Spider-Man 3                                  | Spider-Man 3                              | 2007  | 894 983 373 $ |
| 2    | Venom                                         | Venom                                     | 2018  | 856 085 151 $ |
| 3    | Spider-Man                                    | Spider-Man                                | 2002  | 825 025 036 $ |
| 4    | Spider-Man 2                                  | Spider-Man 2                              | 2004  | 788 976 453 $ |
| 5    | Deadpool 2                                    | Deadpool 2                                | 2018  | 786 470 484 $ |
| 6    | Deadpool                                      | Deadpool                                  | 2016  | 783 112 979 $ |
| 7    | The Amazing Spider-Man                        | The Amazing Spider-Man                    | 2012  | 757 930 663 $ |
| 8    | X-Men: Days of Future Past                    | X-Men: Days of Future Past                | 2014  | 747 862 775 $ |
| 9    | The Amazing Spider-Man : Le Destin d'un héros | The Amazing Spider-Man 2                  | 2014  | 708 982 323 $ |
| 10   | Logan                                         | Logan                                     | 2017  | 619 179 950 $ |
| 11   | X-Men: Apocalypse                             | X-Men: Apocalypse                         | 2016  | 543 934 787 $ |
| 12   | Venom: Let There Be Carnage                   | Venom: Let There Be Carnage               | 2021  | 502 050 366 $ |
| 13   | X-Men : L'Affrontement final                  | X-Men: The Last Stand                     | 2006  | 460 435 291 $ |
| 14   | Wolverine : Le Combat de l'immortel           | The Wolverine                             | 2013  | 414 828 246 $ |
| 15   | X2: X-Men United                              | X2: X-Men United                          | 2003  | 407 711 549 $ |
| 16   | X-Men Origins: Wolverine                      | X-Men Origins: Wolverine                  | 2009  | 373 062 864 $ |
| 17   | X-Men : Le Commencement                       | X-Men: First Class                        | 2011  | 353 624 124 $ |
| 18   | Les Quatre Fantastiques                       | Fantastic Four                            | 2005  | 330 579 719 $ |
| 19   | Les Quatre Fantastiques et le Surfer d'argent | Fantastic Four: Rise of the Silver Surfer | 2007  | 301 913 131 $ |
| 20   | X-Men                                         | X-Men                                     | 2000  | 296 339 528 $ |
| 50   | X-Men: Dark Phoenix                           | X-Men: Dark Phoenix                       | 2019  | 252 442 974 $ |
| 21   | Hulk                                          | Hulk                                      | 2003  | 245 360 480 $ |
| 22   | Ghost Rider                                   | Ghost Rider                               | 2007  | 228 738 393 $ |
| 23   | Daredevil                                     | Daredevil                                 | 2003  | 179 179 718 $ |
| 24   | Les Quatre Fantastiques                       | Fantastic Four                            | 2015  | 167 977 596 $ |
| 25   | Blade 2                                       | Blade II                                  | 2002  | 155 010 032 $ |
| 26   | Ghost Rider 2 : L'Esprit de vengeance         | Ghost Rider: Spirit of Vengeance          | 2012  | 132 563 930 $ |
| 27   | Blade: Trinity                                | Blade: Trinity                            | 2004  | 131 977 904 $ |
| 28   | Blade                                         | Blade                                     | 1998  | 131 183 530 $ |
| 29   | Elektra                                       | Elektra                                   | 2005  | 56 995 646 $  |
| 30   | The Punisher                                  | The Punisher                              | 2004  | 54 700 105 $  |
| 31   | Once Upon a Deadpool                          | Il était une fois Deadpool                | 2018  | 51 349 833 $  |
| 32   | Punisher : Zone de guerre                     | Punisher: War Zone                        | 2008  | 10 161 493 $  |